# Mulheres cineastas na América Latina
No cinema latino-americano, as mulheres desempenham um papel fundamental na construção de representações de gênero e na desconstrução das narrativas tradicionais que historicamente marginalizaram suas vozes.Além disso são essenciais para questionar os estereótipos de masculinidade e trazer à tona novas perspectivas sobre o papel das mulheres e dos homens no contexto social e cultural. Ao longo das últimas décadas, as cineastas têm contribuído não só para a ampliação da representação feminina, mas também para a reflexão sobre as transformações nas identidades masculinas, explorando com sensibilidade as complexas dinâmicas de gênero que permeiam a sociedade latino-americana.
Lista das cineastas por país
| Nº Ord. | Cineastas                | País de origem | Filmografia |
| 01      | Lucrecia Martel          | Argentina      | O pântano (La Ciénaga) - 2001 A menina santa (La niña santa) - 2004 A mulher sem cabeça (La mujer sin cabeza) – 2008 Zama - 2017 |
| 02      | Luciana Piantanida       | Argentina      | A Longa Noite de Francisco Sanctis, (Los ausentes) - 2017 |
| 03      | Alicia Rosenthal         | Argentina      | Olha como vai - 2006 |
| 04      | Camila Fabbri            | Argentina      | Clara se Perde na Floresta - 2023 |
| 05      | Ana Katz                 | Argentina      | The Musical Chairs Game - 2003 Una novia errante - 2007 Los marzianos - 2011 Mi amiga del parque - 2015 El perro que no calla - 2021 |
| 06      | Bea R. Blankenhorst      | Argentina      | Depois do eclipe - 2006 |
| 07      | Anahí Berneri            | Argentina      | Un año sin amor - 2005 Encarnación - 2007 Por tu culpa - 2009 Aire libre - 2014 Alanis - 2017 |
| 08      | Camila Toker             | Argentina      | UAU! Um filme argentino - 2006 A Morte de Marga Maier - 2017 |
| 09      | Tata Amaral              | Brasil         | Um céu de estrelas – 1996 Antônia - 2006 |
| 10      | Sandra Werneck           | Brasil         | Sonhos roubados - 2009 |
| 11      | Anita Rocha Da Silveira  | Brasil         | O vampiro do meio-dia (Noon Vampire) - 2008 Handebol (Handball) - 2010 Os mortos-vivos (The living dead) - 2012 |
| 12      | Lucia Murat              | Brasil         | Que bom te ver viva! - 1989 Brava gente brasileira - 2000 Quase Dois Irmãos - 2004 Maré - Nossa História de Amor - 2007 Uma longa viagem - 2011 A memória que me contam - 2013 En tres actos - 2015 Praca Paris - 2017                                                            |
| 13      | Carolina Jabor           | Brasil         | O Mistério do Samba - 2008 Boa Sorte - 2014 Aos teus oshos - 2017 |
| 14      | Eliane Coster            | Brasil         | Espelho retrovisor - 2010 |
| 15      | Conceição Senna          | Brasil         | Brilhante - 2006 |
| 16      | Lourdes Portillo         | México         | Senhorita extraviada - 2001 Las madres de la Plaza de Mayo - 1985 El diablo nunca duerme - 1994 |
| 17      | María Novaro             | México         | Digna, una mujer diferente - 1997 Las buenas hierbas - 2015 |
| 18      | Alejandra Márquez Abella | México         | 5 Recuerdos - 2009 Os Céus do Norte sobre o Vazio - 2022 Michael Peña in A Milhões de Quilômetros - 2023 Las niñas bien - 2018 Semana Santa - 2015 |
| 19      | Andrea Santiago          | México         | O que não se diz sob o sol - 2017 Uriel e Jade - 2016 |
| 20      | Busi Cortez              | México         | El secreto de Romelia (1988) Hotel Villa Goerne (1982) Serpientes y escaleras (1992) |
| 21      | Bertha Navarro           | México         | Vitória de um Povo em Armas – 1980 Crônicas - 2004 |
| 22      | Astrid Rondero           | México         | Sujo - 2024 Los días más oscuros de nosotras - 2017 The Darkest Days of Us - 2016 |
| 23      | Alejandra Jaramillo      | Chile          | Halahaches - 2016 |
| 24      | Bárbara Pestán           | Chile          | Al otro lado del río - 2011 Joselito - 2014 |
| 25      | Dianne Díaz              | Chile          | Soledad, Silvia - 2014 |
| 26      | Claudia Llosa            | Peru           | La teta asustada - 2009 |
| 27      | Ana Caridad Sánchez      | Peru           | Hechizos de amor – 1997 Minha Terra - 1998) Sequências de Violência – 2003 Coraje - 1997 |
| 28      | Jasania Velázquez Núñez  | Peru           | Para Margarita Debayle – 2007 Navegador - 2007 |
| 29      | Chiara Varese            | Peru           | Alfredo, de cierta manera y hasta cierto punto, - 2005 |
| 30      | Marianela Vega           | Peru           | Rodar contra tudo - 2016 |
| 31      | Marité Ugás              | Peru           | Everyday - 1992 Cartões postais de Leningrado - 2007 O Menino Que Mente - 2011 Contatado - 2020 |
| 32      | Sandra Wiese             | Peru           | Quando o Céu é Azul - 2004 |
| 33      | Sara Gómez               | Cuba           | De Certa Maneira - 1977 |
| 34      | Ana Rodriguez            | Cuba           | Noites de Constantinopla - 2001 O Mandado – 1998 O Dia em que o Silêncio Morreu – 1998 A Duquesa Vermelha - 1997 Flamenco – 1995 Cartas do Parque - 1989 Um Homem de Sucesso – 1985 Às Vezes Olho para Minha Vida - 1982 Roteirista de Once and Again - 1982 Day After Day - 1977 |
| 35      | Ana Alpizar              | Cuba           | Sin metro - 2012 Tiempo de partir - 2012 O Pescador - 2017 |
| 36      | Dulce María Villalón     | Cuba           | Morada al sol - 1963 Ociel del Toa - 1965 Por primera vez - 1967 Cor de Cuba 1968 Lecuona - 1983) oldán e Caturla – 1985 En guayabero mamá – 1986 Ciclones - 1987 |
| 37      | Amparo Laucirica         | Cuba           | Ismaelillo - 1962 Palmeiras Cubanas - 1963 Cumbite - 1964 O que é bonito? - 1965 O Chamado do Ninho - 1966 O Zoológico... - 1968 Cenas das Docas - 1970 |
| 38      | Julia Yip                | Cuba           | A Solidão dos Deuses - 1985 Madagascar - 1994 A vida está apitando - 1998 Até que a morte nos separe - 2001 Olha para mim, meu amor - 2002 Suite Habana - 2003 |
| 39      | Joanna Vidal             | Cuba           | Shell - 2015 |
| 40      | Lina Baniela             | Cuba           | Imagens na Memória - 1984 Galego - 1987 Papéis Coadjuvantes - 1989 Mulher Transparente (I - V) - 1990 Eu me alugo para sonhar - 1992 O Elefante e a Bicicleta - 1994 |